# قرار فيينا الأول
قرار فيينا الأول قرار تحكيمي صدر من قبل وزير خارجية ألمانيا يواخيم فون ريبنتروب و وزير خارجية إيطاليا غالياتسو تشانو في مؤتمر تحكيم فيينا الأول الذي عقد في قصر بلفيدر بفيينا في 2 نوفمبر 1938. نص قرار التحكيم على منح الأراضي التي تقطنها أغلبية مجرية في سلوفاكيا وأوكرانيا الكارباتية إلى مملكة المجر. تبلغ مساحة الأراضي التي منحت للمجر 11,927 كيلومترا مربعا ويقطنها 1,060,000 نسمة. يمكن اعتبار القرار من النتائج المباشرة لمعاهدة ميونيخ التي ابرمت في الشهر السابق، وأفضى القرار إلى تقسيم تشيكوسلوفاكيا.
كانت ألمانيا النازية وإيطاليا الفاشية تسعيان إلى اتّباع طريقة سلميّة لفرض مطالبها الإقليمية في مملكة المجر وإعادة النظر في معاهدة تريانون لعام 1920. شُغلت ألمانيا النازية في هذه المرحلة في تنقيحها الخاص لمعاهدة فرساي، مع إعادة تسليح راينلاند (7 مارس 1936) وآنشلوس في النمسا (12 مارس 1938).
فصل قرار فيينا الأول إلى حدّ كبير المناطق التي يسكنها المجريون في جنوب سلوفاكيا وجنوب روثينيا الكارباتية عن تشيكوسلوفاكيا و «منحها» إلى المجر. وبذلك استعادت المجر بعض الأراضي في سلوفاكيا وأوكرانيا الحالية التي كانت قد خسرتها في معاهدة تريانون على إثر تفكك الإمبراطورية النمساوية المجرية بعد الحرب العالمية الأولى.
أعطى أدولف هتلر في منتصف مارس 1939 المجر إذنًا لاحتلال باقي منطقة أوكرانيا الكارباتية، موسّعًا رقعة الأراضي المجرية شمالًا حتى الحدود البولندية، ما خلق حدودًا مجرية بولندية مشتركة، مثل تلك التي وُجدَت قبل تقسيم الكومنولث البولندي الليتواني في القرن الثامن عشر. قبل نهاية الحرب العالمية الأولى ومعاهدتي تريانون وسان جيرمان، اشتركت منطقة الكاربات في مملكة المجر السابقة (ترانسليثانيا أو منطقة ما بعد نهر ليثا) التابعة للإمبراطورية النمساوية المجرية في الحدود الشمالية مع مقاطعة غاليسيا، التي كانت جزءًا من سيسليثانيان، أحد طرفي الملكية المزدوجة.
في سبتمبر 1939، بعد ستة أشهر من احتلال المجر لباقي روثينيا الكارباتية، هربت الحكومة البولندية وجزء من جيشها إلى المجر ورومانيا، ومن هناك إلى فرنسا وسوريا الواقعة حينها تحت الانتداب الفرنسي، لمواصلة الحرب ضد ألمانيا وقائدها هتلر.
بعد الحرب العالمية الثانية، أعلنت معاهدة باريس لعام 1947 إلغاء وإبطال قرار فيينا.

## الوضع قبل التحكيم

### الوضع الدولي
منذ عام 1933، تعاونت السياسة الخارجية المجرية بشكل وثيق مع ألمانيا النازية على أمل إعادة رسم الحدود التي أنشأتها معاهدة تريانون. أعلن رئيس الوزراء المجري في مارس 1933، أن المجر «تطلب العدالة من حيث المبدأ التاريخي»، وتتطلع إلى استعادة الأراضي المأهولة بالمجريين والتي خسرتها بعد الحرب العالمية الأولى. في يونيو 1933، زار رئيس الوزراء الهنغاري جيولا غومبو ألمانيا، وتوصل مع أدولف هتلر إلى اعتبار تشيكوسلوفاكيا العقبة الرئيسية أمام «إعادة ترتيب» وسط أوروبا، بالإضافة إلى ضرورة تفكيك تشيكوسلوفاكيا داخليًا، وعزلها دوليًا ثم القضاء عليها بالقوة العسكرية. خلال اجتماعه مع هتلر في أغسطس 1936، أوضح ميكلوش هورتي الهدف من الهجوم المشترك ضد تشيكوسلوفاكيا على أنه «إزالة ورم سرطاني من قلب أوروبا». قرر هتلر في نهاية عام 1937، بدء التحرك ضد تشيكوسلوفاكيا. في عام 1938، ركزت ألمانيا والمجر على إنشاء منصة مشتركة ضد تشيكوسلوفاكيا، تفاوض هتلر مع الحكومة المجرية في نوفمبر، إذ ركزوا اهتمامهم على مصير تشيكوسلوفاكيا.
اعتبر ممثلو المجر الهجوم أمرًا خطيرًا جدًا، وأرادوا الحفاظ على علاقات المجر مع فرنسا وبريطانيا العظمى، والذين جاء دعمهم لمشكلة الأقليات الهنغارية مشروطًا بعدم مشاركة المجر في الأعمال العسكرية الألمانية. هذا ما أغضب أدولف هتلر وأدّى إلى تغيير في النظرة الألمانية للمطالب الإقليمية المجرية في الجزء الشرقي من تشيكوسلوفاكيا.
قبل معاهدة ميونيخ، طلب مبعوث من الحكومة المجرية رسميًا من الوفود الألمانية والإيطالية تسوية المطالب الهنغارية إلى جانب مسألة الألمان في إقليم السوديت. ومع ذلك، لم يوافق هتلر، نتيجة لعدم رضاه عن المواقف السلبية السابقة لهنغاريا وامتلاكه خططه الخاصة لأوروبا الوسطى. رأى المبعوثان الفرنسي والبريطاني (إدوار دلادييه ونيفيل تشامبرلين) خطراً محتملاً في مثل هذا الحل متعدد الجوانب، ولكن جاءت المطالب المجرية بالتذييل الملحق بالمعاهدة بفضل بينيتو موسوليني. طلب هذا الملحق من تشيكوسلوفاكيا حل مسألة الأقليات مع المجر وبولندا في غضون ثلاثة أشهر من خلال المفاوضات الثنائية الجانب، وإلا سيتم حل المسائل عن طريق الموقعين الأربعة على الاتفاق. لم تُغلَق المسألة المجرية بعد ضم زولزي وتشيسكي تشين إلى بولندا. ضمت بولندا لاحقًا مناطق أخرى في شمال سلوفاكيا (في 1 ديسمبر 1938، قرى في كيسوس، أورافا في سبيش) مساحتها 226 كيلومتر مربع، بتعداد سكاني قدره 4280 نسمة. فهمت الحكومة المجرية ملحق معاهدة ميونيخ على أنه اتفاق بين الدول العظمى لمراجعة معاهدات السلام وأكدت عدم اقتصاره على إعادة تنظيم الحدود على أساس العرق فقط ولكن فتح الباب أيضًا لاستعادة أراضي المجر قبل عام 1918 (أي إنشاء حدود مشتركة مع بولندا). أدركت الأوساط المجرية الرسمية عدم قدرة المجر لوحدها على فرض مطالب إقليمية على تشيكوسلوفاكيا، بسبب معرفتهم أن أي هجوم سيضعهم في مواجهة أمام جيش تشيكوسلوفاكيا الأكثر تطوّرًا. قررت هنغاريا مواجهة تشيكوسلوفاكيا في المجال الدبلوماسي والضغط من أجل إعادة النظر الإقليمية استنادًا إلى معاهدة ميونيخ.

### الصراعات الحدودية والأعمال التخريبية
حددت معاهدة ميونيخ فترة ثلاثة أشهر لحل المطالب المجرية، وضغطت الحكومة المجرية لبدء المفاوضات على الفور. زاد الضغط على الجانب المجري بسبب النزاعات الحدودية وعمليات التضليل على الأراضي التشيكوسلوفاكية. وقع الصراع الأول في ساعات الصباح الباكر من 5 أكتوبر 1938، عندما عبرت قوات الجيش المجري الملكي الحدود وهاجمت مواقع تشيكوسلوفاكية بالقرب من جيسنسكي بهدف الاستيلاء على ريمافسكا سوبوتا. انسحبت القوات المجرية بعد وصول التعزيزات التشيكوسلوفاكية، التي قتلت تسعة من المجريين واحتجزت عددًا من الأسرى. بعد يومين، حاولت القوات المجرية عبور نهر الدانوب بالقرب من ستوروفو، لكنها فشلت مرة أخرى. لم يكن حالهم أفضل في منطقة روثينيا الكارباتية ذات التحصينات الضعيفة، حيث اخترقت وحدات شبه عسكرية من الحراس الخشنين (رونغيوس غاردا) أراضي تشيكوسلوفاكيا. عبرت أول وحدتين من الحرس الخشن الحدود في 6 أكتوبر 1938، وبعد يومين فجروا الجسر فوق نهر بوروزهافا. استمرت مثل هذه الأعمال خلال المفاوضات وبعد قرار فيينا الأول. قتلت القوات المجرية خلال اليوم الثاني من المفاوضات الثنائية (10 أكتوبر 1938)، موظفًّا في السكك الحديدية في بوروزهافا وألحقت أضرارًا بمرافق السكك الحديدية.

### الوضع الداخلي في تشيكوسلوفاكيا
اهتمت تشيكوسلوفاكيا باحتواء الوضع واستقراره، بسبب اضطرار وزارة الخارجية إلى حل المشاكل مع بولندا وألمانيا وعدم رغبتها في بدء مفاوضات قبل 15 أكتوبر. صبّ وزير خارجية تشيكوسلوفاكيا اهتمامه على إقامة علاقات جديدة مع ألمانيا وإيطاليا ليتمكن من المفاوضة حول تقديم ضمانات لإقامة حدود جديدة. توصلت جميع الأوساط السياسية في سلوفاكيا بعد معاهدة ميونخ إلى ضرورة تغيير موقف سلوفاكيا داخل الدولة فأعلنوا إقامة الحكم الذاتي (6 أكتوبر 1938). فهمت الحكومة الجديدة المتمتعة بالحكم الذاتي أهمية تعريف الحدود، وطلب حزب الشعب السلوفاكي المشاركة في المفاوضات. أدركت الحكومة المركزية في براغ أهمية رئاسة الوفد من قبل شخص سلوفاكي ووجدت مطلبها هذا في كل من ميلان هودشا وإمريش كارفاس. ومع ذلك، وبعد إنشاء حكومة مستقلة ذاتيًّا، اقترح وزير الخارجية فرانتيشك تشافالكوفسكي اسمين لرئاسة الوفد -جوزيف تيسو أو فرديناند شورانسكي. رفض كلاهما هذا الدور، مبررين تصرفهما بتعارض الدور وتنافسه مع الحكومة المركزية. تراجعا عن هذا الرفض بعد التأكيد على كون الهدف الأساسي هو مصلحة سلوفاكيا. بالإضافة إلى ذلك، أعرب جوزيف تيسو عن أمله في تقديم الشركاء المجريين التنازلات بشكل أسهل في حال عدم تفاوضهم مع ممثلي الحكومة المركزية. وافقت تشيكوسلوفاكيا على بدء المفاوضات في 9 أكتوبر تحت ضغط التهديد من زعزعة الاستقرار الداخلي في تشيكوسلوفاكيا بسبب عمليات التضليل وزيادة تطرف الوضع في المجر.